# Andreas Björk
Andreas Björk, född 2 februari 1691 i Hällestads församling, Östergötlands län, död 19 mars 1751 i Furingstads församling, Östergötlands län, var en svensk präst.

## Biografi
Andreas Björk föddes 1691 i Hällestads socken. Han var son till bruksbokhållaren Sven Björk på Sonstorp och Elisabeth Lithzing. Björk studerade i Linköping och blev i maj 1715 student vid Uppsala universitet. Han prästvigdes 3 juli 1717 och blev 1 maj 1724 hospitalssyssloman i Söderköping. Björk blev 15 december 1736 kyrkoherde i Furingstads församling, tillträdde 1737. Han avled 1751 i Furingstads socken och begravdes 16 april samma år av biskop Andreas Olavi Rhyzelius. Stoftet fördes till Tingstads kyrka, där han nedsattes i Wimanska graven i sakristian.

### Familj
Björk gifte sig i november 1724 med Christina Nordstrand (1695–1747), som var dotter till hospitalssysslomannen i Söderköping. och vidare syster till Johan Wimans första hustru.